# Mnium submarginatum
Mnium submarginatum är en bladmossart som beskrevs av Nawaschin och N. W. Zinger in Zickendrath 1894. Mnium submarginatum ingår i släktet stjärnmossor, och familjen Mniaceae. Inga underarter finns listade i Catalogue of Life.